# Elecciones generales de Singapur de 1991
Las elecciones generales de Singapur de 1991 se celebraron el 31 de agosto del mencionado año para configurar el 8.º Parlamento. El presidente Wee Kim Wee disolvió el parlamento el 14 de agosto de 1991 por consejo del primer ministro Goh Chok Tong. El resultado fue una victoria para el Partido de Acción Popular (PAP), que obtuvo 77 de los 81 escaños. La participación de los votantes fue del 95,0%, aunque esta cifra representa la participación en los 25 distritos electorales que se disputaron, y los candidatos del PAP obtuvieron los escaños sin oposición en los otros 41; esta fue la segunda elección general, después de 1968, donde el PAP regresó al poder el mismo día de la nominación debido a una mayoría de escaños no disputados; un esfuerzo de colaboración entre todos los partidos de oposición encabezados por Chiam See Tong decidió no disputar todos los escaños, para tranquilizar a los votantes para que votaran con tranquilidad por la oposición, conocido como "efecto de elecciones parciales". Esta fue hasta la fecha la única elección en la que no se ofrecieron escaños a miembros del Parlamento que no fueran miembros de un distrito electoral, debido a los cuatro escaños ganados por la oposición.

## Antecedentes
Esta fue la elección inaugural para el primer ministro y actual secretario general del PAP, Goh Chok Tong, después de que el entonces ministro principal Lee Kuan Yew dimitiera el 28 de noviembre de 1990. Goh decidió convocar elecciones anticipadas apenas tres años después de las últimas elecciones para obtener un mandato actualizado, con lo cual se puso fin al periodo legislativo más corto de la historia del Parlamento.

## Cronología
| Fecha              | Evento                                           |
| ------------------ | ------------------------------------------------ |
| 8 de agosto        | Publicación del informe de fronteras electorales |
| 14 de agosto       | Disolución del 7º Parlamento                     |
| 21 de agosto       | Día de nominación                                |
| 31 de agosto       | Día de la votación                               |
| 6 de enero de 1992 | Apertura del 8º Parlamento                       |

## Resultados

### Resultado general
|  | 60.97 % |

|  | 60.97 % |

|  | 14.29 % |

|  | 41.09 % |

|  | 11.98 % |

|  | 48.56 % |

|  | 7.31 % |

|  | 37.92 % |

|  | 1.94 % |

|  | 22.75 % |

|  | 1.64 % |

|  | 16.86 % |

|  | 1.86 % |

|  | 14.70 % |

|  | 97.27 % |

|  | 2.73 % |

|  | 100.00 % |

|  | 95.03 % |

|  | 50.09 % |

|  | 49.91 % |

|  | 100.00 % |

### Resultados por circunscripción
|  | 75.16 % |

|  | 24.84 % |

|  | 96.28 % |

|  | 3.72 % |

|  | 73.27 % |

|  | 26.73 % |

|  | 95.38 % |

|  | 4.62 % |

|  | 52.27 % |

|  | 47.73 % |

|  | 98.15 % |

|  | 1.85 % |

|  | 51.82 % |

|  | 48.18 % |

|  | 98.15 % |

|  | 1.85 % |

|  | 51.40 % |

|  | 48.60 % |

|  | 98.08 % |

|  | 1.92 % |

|  | 61.94 % |

|  | 36.43 % |

|  | 1.63 % |

|  | 98.29 % |

|  | 1.71 % |

|  | 72.64 % |

|  | 25.68 % |

|  | 1.68 % |

|  | 97.53 % |

|  | 2.47 % |

|  | 79.42 % |

|  | 20.58 % |

|  | 95.68 % |

|  | 4.32 % |

|  | 53.00 % |

|  | 47.00 % |

|  | 97.70 % |

|  | 2.30 % |

|  | 68.44 % |

|  | 23.95 % |

|  | 7.61 % |

|  | 96.49 % |

|  | 3.51 % |

|  | 52.82 % |

|  | 47.18 % |

|  | 97.77 % |

|  | 2.23 % |

|  | 64.32 % |

|  | 30.60 % |

|  | 5.08 % |

|  | 97.53 % |

|  | 2.47 % |

|  | 76.57 % |

|  | 23.43 % |

|  | 96.20 % |

|  | 3.80 % |

|  | 77.95 % |

|  | 22.05 % |

|  | 95.98 % |

|  | 4.02 % |

|  | 50.33 % |

|  | 49.67 % |

|  | 97.60 % |

|  | 2.40 % |

|  | 52.76 % |

|  | 47.24 % |

|  | 97.84 % |

|  | 2.16 % |

|  | 69.64 % |

|  | 30.36 % |

|  | 98.60 % |

|  | 1.40 % |

|  | 68.52 % |

|  | 30.25 % |

|  | 1.23 % |

|  | 98.10 % |

|  | 1.90 % |

|  | 56.41 % |

|  | 43.59 % |

|  | 98.21 % |

|  | 1.79 % |

|  | 56.41 % |

|  | 43.84 % |

|  | 97.67 % |

|  | 2.33 % |

|  | 61.98 % |

|  | 38.02 % |

|  | 97.21 % |

|  | 2.79 % |

|  | 64.05 % |

|  | 35.95 % |

|  | 96.77 % |

|  | 3.23 % |

|  | 52.38 % |

|  | 47.62 % |

|  | 97.89 % |

|  | 2.11 % |

|  | 77.25 % |

|  | 22.75 % |

|  | 96.58 % |

|  | 3.42 % |

|  | 59.48 % |

|  | 40.52 % |

|  | 97.00 % |

|  | 3.00 % |

## Consecuencias
La oposición ganó cuatro escaños, el mayor número desde las elecciones de 1963, y el porcentaje de votos del PAP cayó por tercera vez consecutiva desde 1984, hasta el porcentaje más bajo hasta ese momento, el 61,0%. El Partido Demócrata de Singapur (SDP) tuvo ocho de los nueve candidatos entre los diez principales candidatos de la oposición, y el partido agregó dos botines más al escaño y retuvo la circunscripción de Potong Pasir con el líder Chiam See Tong en un récord del 69.6% del voto, registrando entonces el mejor desempeño para un partido de oposición y convirtiéndose en el principal partido de oposición en el Parlamento. El Partido de los Trabajadores (WP) hizo su segunda entrada al parlamento con la victoria de su secretario organizador Low Thia Khiang en la circunscripción de Hougang, quien años más tarde se convertiría en secretario general y líder del WP (2001-2018).
En una conferencia de prensa postelectoral la noche del 31 de agosto, Goh atribuyó con tristeza las pérdidas electorales del PAP a su "estilo de gobierno abierto y consultivo" y se comprometió a revaluar su estilo. Desde la introducción del esquema de Miembros del Parlamento No Circunscripcionales en 1984, esta fue la primera (y hasta la fecha la única) elección en la que no se ofrecieron escaños de este tipo ya que los cuatro escaños electos de la oposición superaron el mínimo de tres escaños asignados al NCMP; así, la estrecha derrota del equipo del WP en la circunscripción de Eunos, dirigido por Lee Siew Choh, no supuso el regreso de Lee como NCMP como resultado. Se nombró a un máximo de seis parlamentarios nominados para este período, en comparación con los dos parlamentarios nominados anteriormente.
Durante el tiempo en que Ong Teng Cheong y Lee Hsien Loong sufrían de cáncer, Goh convocó una elección parcial para su distrito electoral (Marine Parade), citando sus mejores posibilidades de ganar para la "autorrenovación política" para lograr que la gente de "calibre ministerial" se uniese al gobierno bajo el PAP, y allanar la oportunidad para que J. B. Jeyaretnam participase en las elecciones parciales después de que expirara su prohibición ese año.